# Jan Turnowski
Jan Turnowski (ur. w 1567 w Barcinie, zm. 8 kwietnia 1629 w Toruniu) – senior Jednoty braci czeskich, teolog, poeta. W 1603 roku jako autor trafił do pierwszego polskiego Indeksu Ksiąg Zakazanych powstałego z inicjatywy biskupa Bernarda Maciejowskiego.

## Życiorys
Jan Turnowski zapewne urodził się w Barcinie i był synem ministra braci czeskich Jana, a bratankiem Symeona Bogumiła. W 1579 roku był w orszaku jadącego na studia w Genewie Andrzeja Ossolińskiego. Uczył się również w szkołach w Głogowie i Wrocławiu. W latach 1588–1593 był na studiach wyższych w Genewie, Bazylei, Strasburgu i Zurychu, a później w Poznaniu został ministrem, gdzie stracił swój młodzieńczy dorobek pisarski podczas tumultu wyznaniowego. W 1595 roku był w Baranowie ministrem braci czeskich i kaznodzieją Andrzeja Leszczyńskiego, towarzysząc mu na sejmy. W 1595 roku uczestniczył w synodzie toruńskim i przez władze Jednoty był w tym czasie upominany za kontakty z braćmi polskimi.
Minister w Krotoszynie, a później w Karminie, Beresteczku i Opolu Lubelskim w latach 1597–1598, a w Łobżenicy w latach 1604–1610. Otrzymał wieniec poetycki w 1600 roku we Wrocławiu, a w 1608 roku na uniwersytecie w Marburgu doktorat teologii. W Pradze nie przyjął stanowiska w konsystorzu ewangelickim i przy kościele Świętego Jerzego w Toruniu został w 1610 roku polskim kaznodzieją. W toruńskim gimnazjum akademickim został profesorem teologii, opiekując się tam studentami z Wielkopolski. 23 października 1612 roku obrany seniorem i uczestniczył w wielu synodach w Polsce i na Morawach. 8 kwietnia 1629 zmarł w Toruniu. Żonaty z nieznaną bliżej Elżbietą, a później z córką burmistrza Torunia Magdaleną Seiffertówną.
Autor rozpraw teologicznych i pism polemicznych przeciw jezuitom: m.in. Nowin z Poznania o gwałtownym zburzeniu zborów ewangelickich wydanych w 1614 roku w Toruniu i dwóch tomików epigramatów łacińskich. Współpracował podczas polskiego tłumaczeniu Nowego Testamentu wydanego w 1606 roku w Gdańsku. Prawdopodobnie brał udział w przekładzie całej Biblii wydanej w Gdańsku w 1632 roku. Uzupełnił i wydał na nowo Kancjonał Piotra Artomiusza (Toruń 1611) oraz Psalmy w przekładzie M. Rybińskiego (Toruń 1617, 1618, Gdańsk 1619, Raków 1624). W zespole redaktorskim Jana Turnowskiego opracowującym m.in. kancjonał gdański z 1619 r. był Jakub Gembicki.